# Nikki Johnson
Nicole Anne Johnson, detta Nikki (Niagara Falls, 26 giugno 1975), è un'ex cestista canadese.

## Carriera
Con il Canada ha disputato i Giochi olimpici di Sydney 2000, i Campionati mondiali del 2006 e cinque edizioni dei Campionati americani (1997, 1999, 2001, 2003, 2005).